# Гаврово (Дновський район)
Гаврово (рос. Гаврово) — присілок в Дновському районі Псковської області Російської Федерації.
Населення становить 177 осіб. Входить до складу муніципального утворення Іскровська волость.

## Історія
Від 2015 року входить до складу муніципального утворення Іскровська волость.

## Населення
| 2001 | 2002 | 2010 |
| ---- | ---- | ---- |
| 232  | ↘200 | ↘177 |